# Humpatella
Humpatella is een geslacht van rechtvleugeligen uit de familie Pyrgomorphidae. De wetenschappelijke naam van dit geslacht is voor het eerst geldig gepubliceerd in 1896 door Karsch.

## Soorten
Het geslacht Humpatella omvat de volgende soorten:
- Humpatella constricta Karsch, 1896
- Humpatella huambae Uvarov, 1953
- Humpatella nigropicta Bolívar, 1889
- Humpatella severini Bolívar, 1904